# Kayah-Staat
Koordinaten: 19° 13′ N, 97° 24′ O
Der Kayah-Staat (birmanisch ကယားပြည်နယ်, BGN/PCGN: kayabyinè) ist eine der 15 Verwaltungseinheiten von Myanmar. Mitunter wird auch die Bezeichnung Karenni-Staat (Staat der roten Karen) verwendet.

## Geographie
Der Kayah-Staat liegt im Osten von Myanmar. Er grenzt im Norden an den Shan-Staat und im Westen und Süden an den Kayin-Staat. Im Osten bildet er die Staatsgrenze zu Thailand und grenzt hier an die Provinz Mae Hong Son.
Die Hauptstadt des Kayah-Staats ist Loi-kaw mit ca. 11.000 Einwohnern.

## Gliederung
Der Kayah-Staat gliedert sich in die zwei Distrikte Loi-kaw und Bawlakhe.

## Geschichte
Ursprünglich befanden sich auf dem heutigen Gebiet des Kayah-Staats drei Karenni-Staaten: Kantarawadi, Kyebogyi und Bawlake. In einem Vertrag zwischen dem birmanischen König Mindon Min und der britischen Regierung im Jahre 1875 anerkannten beide Parteien, dass die drei Staaten weder Bestandteil der britischen Kolonie Birma, noch Bestandteil des Königreichs Birma in Mandalay wären. Deswegen waren die Staaten nie ein Bestandteil der britischen Kolonie Birma. Zwar wurden 1892 die Staaten zu tributpflichtigem Gebiet der britischen Kolonie erklärt, Bestandteil waren sie aber nie. Außer ein paar Militärpolizisten unterhielt die britische Kolonialverwaltung nie Truppen in den Karenni-Staaten.
Im Februar 1946 wurden die Karenni-Prinzen von Prinzen der Shan zur Panglong-Konferenz eingeladen. Doch die Prinzen weigerten sich, an einer Konferenz teilzunehmen, in der über die Unabhängigkeit der Kolonie Birma verhandelt werden sollte, mit der Begründung, die Karenni-Staaten wären bereits unabhängig, und sie könnten diese Unabhängigkeit dadurch nur verlieren. Im selben Monat besuchte ein Vertreter des britischen Frontier Areas Administrative Board die Hauptstadt Loi-kaw und fragte bei den Karenni-Prinzen an, ob die Fürstentümer nicht doch Mitglied in dieser Organisation werden wollten. Auch dieses Ersuchen lehnten die Prinzen ab. Die Führer der Karenni nahmen weder an der Panglong-Konferenz teil noch unterzeichneten sie den ausgehandelten Vertrag. Doch bei den Gesprächen mit der britischen Kolonialmacht über die Unabhängigkeit Birmas behaupteten die birmanischen Verhandlungsführer, die Karenni-Führer seien dem Frontier Areas Administrative Board doch noch beigetreten und hätten den Vertrag von Panglong unterschrieben.
So kam es, dass in der Verfassung der Union of Burma 1947 die Karenni-Staaten als ein einziger Karenni-Staat und als Mitglied der Union beschrieben wurden. Laut Verfassung hatte der Staat das Recht, nach 10 Jahren die Union zu verlassen. Die Karenni-Führer wurden nicht gefragt, ob sie der Verfassung zustimmen.
Am 4. Januar 1948 wurde Birma in die Unabhängigkeit entlassen. Am 9. August 1948 fielen birmanische Truppen in die Karenni-Staaten ein und besetzten das Hauptquartier der Karenni National Organization in Myat Leh. Dabei wurde der Karenni-Führer U Bee Htu Re von birmanischen Truppen ermordet, da er sich immer noch gegen einen Anschluss der Karenni-Staaten an die Union of Burma aussprach. Daraufhin rebellierten die Kayah. Der Aufstand hält bis zum heutigen Tag an.
Am 5. Oktober 1951 wurde der Karenni-Staat in Kayah-Staat umbenannt. Auch wurde das Shan-Fürstentum Mong Pai an den Kayah-Staat angegliedert.
1976 wurden viele Dörfer der Karenni in vom birmanischen Militär kontrollierte Gebiete zwangsumgesiedelt, um den Widerstandsgruppen den Rückhalt in der Bevölkerung zu nehmen. Dabei wurden schwerwiegende Menschenrechtsverletzungen registriert.

## Religionen
Knapp die Hälfte der rund 290.000 Einwohner des Staates sind Christen. Im Mai 2021 kamen bei einem Armeeangriff auf eine katholische Kirche nahe Loikaw vier Menschen ums Leben.